# Трёхсторонняя комиссия
Трёхсторонняя комиссия (англ. Trilateral Commission) — неправительственная международная организация, состоящая из представителей Северной Америки, Западной Европы и Азии (в лице Японии и Южной Кореи), официальная цель которой — обсуждение и поиск решений мировых проблем.
Организация была создана в 1973 году по инициативе ведущей группы Бильдербергского клуба и Совета по международным отношениям, в том числе Дэвида Рокфеллера, Генри Киссинджера и Збигнева Бжезинского. Объединяет от 300 до 400 наиболее известных и влиятельных лиц — бизнесменов, политиков и интеллектуалов — из Западной Европы, Северной Америки и Азиатско-Тихоокеанского региона (государств — членов ОЭСР). Её цель — содействовать и наращивать политико-экономическое сотрудничество между этими тремя ключевыми регионами мира. Подобно Бильдербергскому клубу, является сторонником глобализма; организации приписывают, по крайней мере отчасти, организацию экономической глобализации.
У организации три штаб-квартиры — в Вашингтоне, Париже и Токио; она никого не финансирует, членами могут являться только частные лица. Её исполнительный комитет состоит из 26 человек, и ежегодно Комиссия собирает своих членов на пленарные заседания.

## История создания
Выступая в начале 1972 года на международных финансовых форумах Чейз Манхэттэн (англ. Chase Manhattan) в Лондоне, Брюсселе, Монреале и Париже, Дэвид Рокфеллер, возглавлявший в то время влиятельный частный «Совет по международным отношениям», предложил создать Международную комиссию по вопросам мира и процветания, которая позже получила название Трехсторонняя комиссия. В 1972 году на заседании Бильдербергского клуба эта идея получила широкую поддержку, но в других местах к ней отнеслись относительно прохладно. Согласно Рокфеллеру организация могла бы «оказывать помощь правительствам стран-участниц (США, Европы и Японии), предоставляя им взвешенные суждения».
Трёхсторонняя комиссия была организована в июле 1973 года. Членами комиссии стали:
- Дэвид Рокфеллер — президент комиссии
- Збигнев Бжезинский (профессор Колумбийского университета, специалист по международным делам и советник Рокфеллера) — исполнительный директор комиссии[2]
- C. Fred Bergsten (помощник по международным экономическим делам Генри Киссинджера в Совете национальной безопасности США)
- Роберт Р. Боуи (представитель Ассоциации внешней политики, директор Гарвардского центра по международным делам)
- McGeorge Bundy (советник президента США по национальной безопасности. Президент Фонда Форда)
- Карл Карстенс (председатель парламентской группы ХДС/ХСС в бундестаге)
- Guido Colonna di Paliano (европейский комиссар по вопросам промышленности и бывший заместитель генерального секретаря НАТО)
- Francois Duchene (главный помощник и биограф Жана Монне, отца-основателя современного Евросоюза)
- Rene Folk
- Джордж С. Франклин (североамериканский секретарь трехсторонней комиссии)
- Макс Констамм (Центр европейской политики)
- Bayless Manning (первый президент Совета по международным отношениям (CFR)
- Киити Миядзава (Министр промышленности и внешней торговли Японии и далее Министр иностранных дел Японии)
- Kinhide Mushakoji (вице-ректор регионального и глобального отдела исследований университета ООН, основатель и директор софийского Института международных отношений в Токио)
- Сабуро Окита (президент Японского центра экономических исследований, впоследствии министр иностранных дел Японии)
- Генри Д. Оуэн (директор внешнеполитических исследований Института Брукингса)
- Tadashi Yamamoto (основатель и бессменный президент японского центра Международных обменов (JCIE), ключевая деятельность которого — развитие двусторонних отношений и обмена между неправительственными организациями, в особенности между Японии и США; в трехсторонней комиссии отвечал за Группу Азиатско-Тихоокеанского региона)

Также в комиссии участвовали
- Джерард К. Смит (участник переговоров ОСВ-I)
- Маршалл Хорнблауэр (бывший партнер Wilmer, Cutler & Pickering)
- Уильям Скрэнтон (бывший губернатор Пенсильвании, член команды президента США Джеральда Форда, член Палаты представителей США в ООН)
- Эдвин Райшауэр (профессор Гарвардского университета)
- Алан Гринспен (впоследствии председатель Федеральной резервной системы США)
- Пол Волкер (впоследствии председатель Федеральной резервной системы США)

Всего около 200 человек, из которых 1/3 японцы, 1/3 американцы и 1/3 европейцы.
Финансирование организации обеспечили Дэвид Рокфеллер, фонд Чарльза Ф. Кеттеринга и фонд Форда.

## Состав комиссии
По состоянию на декабрь 2010 в составе комиссии было свыше 390 участников. В состав комиссии входят политики, банкиры, директора крупнейших предприятий.
Устав Трехсторонней комиссии не позволяет государственным служащим быть её членами.
«…некоторые из них были связаны с Трехсторонней комиссией, но затем почти все были её членами в то или иное время.» Этот комментарий был сделан в ходе интервью с советником Белого дома по вопросам внутренней и внешней политики, Хедли Донованом, при президенте США Джимми Картере в связи с вопросом о том, когда он собрал группу специалистов по международной политике после обнаружения советской военной бригады на Кубе в 1979 году. Вначале настроенный против Трехсторонней комиссии, «президент США Рональд Рейган в итоге оценил её важность и пригласил всех членов на прием в Белом Доме в апреле 1984 года», отметил Дэвид Рокфеллер в своих воспоминаниях.

### Председатели
- Северная Америка: Меган О’Салливан.
- Европа: Жан-Клод Трише.
- Азия: Акихико Танака.

### Заместители председателей
Северная Америка:
- Аллан Готлиб, старший советник, Bennett Jones LLP, Торонто; председатель, Sotheby’s, Канада; бывший посол Канады в США
- Лоренцо Замбрано, председатель совета директоров и главный исполнительный директор Cemex SAB de CV, Монтеррей, Мексика (с 1985); член совета директоров IBM и Citigroup

Европа:
- Эрве де Кармой, председатель совета директоров Almatis, Франкфурт-на-Майне; бывший партнер Rhône Group, Нью-Йорк и Париж; почетный председатель совета директоров Banque Industrielle et Mobilière Privée, Париж, бывший главный исполнительный директор Société Générale de Belgique
- Анджей Олеховский, основатель партии «Гражданская платформа»; бывший председатель совета директоров Bank Handlowy, бывший министр иностранных дел и финансов, Варшава, Польша

Азия:
- Хан Сын Чу, президент Корейского университета, Сеул; бывший министр иностранных дел, Корея; бывший посол Кореи в США
- Сидзюро Огата, бывший заместитель председателя Банка развития Японии; бывший заместитель председателя по международным связям, Банк Японии

### Директора
- Северная Америка: Майкл Дж. О’Нил
- Европа: Пол Ревей
- Азия: Тадаси Ямамото

### Бывшие председатели
Северная Америка:
- Томас С. Фоли (2001—2008)[9]
- Пол А. Волкер (1991—2001) бывший почетный председатель североамериканского подразделения[10]; председатель консультативного совета экономического восстановления президента;[11] бывший председатель совета управляющих Федеральной резервной системы США с 1979 по 1987 год , председатель Совета попечителей Группы тридцати, бывший председатель совета директоров Wolfensohn & Co., Inc. Wolfensohn & Co., Inc., Нью-Йорк; почетный профессор им. Фредерика Х. Шульца по международной экономической политике, Принстонский университет
- Дэвид Рокфеллер (1977—91) основатель Трехсторонней комиссии и почетный председатель североамериканского подразделения, председатель совета директоров Chase Manhattan Bank с 1969 по 1981 год, председатель Совета по международным отношениям с 1970 по 1985 год, в настоящее время почетный председатель; пожизненный член Бильдербергского клуба[12]
- Джерард К. Смит (1973—77)[13]

Европа:
- Отто граф Ламбсдорф (1992—2001) почетный председатель Европейского подразделения[14]
- Жорж Бертоин (1976—92) почетный председатель Европейского подразделения[15]
- Макс Констамм (1973—76)[13]

Азия:
- Ётаро Кобаяси (1997—2013)[16]
- Киити Миядзава, исполняющий обязанности председателя (1993—97)[17]
- Акио Морита (1992—93)[13]
- Исаму Ямасита (1985—92)[13]
- Такэси Ватанабэ (1973—85)[13]

### Бывшие директора
Северная Америка:
- Збигнев Бжезинский (1973—1976), американский советник по национальной безопасности президента США Джимми Картера (1977—1981); советник Центра стратегических и международных исследований, Вашингтон, Колумбия; профессор им. Роберта Осгуда по американским иностранным делам школы передовых международных исследований им. Пол Нитце  Университета Джонса Хопкинса; бывший помощник президента по вопросам национальной безопасности совета по планированию политики Государственного департамента (1966—1968)[13][18]

Европа:
Азия:

### Исполнительный комитет
- Макларен, Рой — канадский политик и дипломат.